# Mihkel Ainsalu
Mihkel Ainsalu (Tartu, 8 de marzo de 1996) es un futbolista estonio que juega en la demarcación de centrocampista para el FCI Levadia Tallinn de la Meistriliiga.

## Selección nacional
Tras jugar en varias categorías inferiores de la selección, finalmente hizo su debut con la selección absoluta el 23 de noviembre de 2017 en un encuentro amistoso contra Vanuatu que finalizó con un resultado de 0-1 a favor del combinado estonio tras el gol de Frank Liivak.

## Clubes
| Club                | País         | Año       | Partidos | Goles |
| ------------------- | ------------ | --------- | -------- | ----- |
| JK Nõmme Kalju II   | Estonia      | 2012-2014 | 56       | 12    |
| JK Nõmme Kalju      | Estonia      | 2013-2014 | 17       | 0     |
| FC Flora            | Estonia      | 2014-2020 | 149      | 21    |
| FC Lviv             | Ucrania      | 2020      | 11       | 0     |
| FC Helsingør        | Dinamarca    | 2021      | 6        | 0     |
| Tallinna JK Legion  | Estonia      | 2021-2022 | 14       | 4     |
| FCI Levadia Tallinn | Estonia      | 2022      | 5        | 0     |
| SC Telstar          | Países Bajos | 2022-2023 | 13       | 1     |
| FCI Levadia Tallinn | Estonia      | 2023-     | 41       | 7     |